# Rossinyolic embudat
El rossinyolic embudat (Craterellus tubaeformis) és una espècie de bolet de l'ordre dels cantarel·lals (Cantharellales) del grup dels rossinyolics. És un bon comestible. Forma una associació micorrízica, amb plantes del bosc. És més menut que el camagroc o rossinyolic camagroc (Craterellus lutescens) i té el barret bru amb plecs més pàl·lids i una cama groga i buida.

## Descripció
Barret de 2-5 cm, convex en els exemplars joves , ben aviat umbilicat. Revers amb plecs espessos, molt espaiats, intervenats, decurrents, inicialment groguenc, gris blanquinós en madurar. Cama irregular, fistulosa, de color groc intens. Carn escassa, blanc groguenca, dolça al tast.

## Hàbitat
De l'estatge subalpí fins al submontà de la regió mediterrània. En boscos de planifolis i coníferes; sovint fagedes, castanyars, suredes i alzinars. Prefereix sòls pobres i silicis, també calcaris. Creix entre la molsa o la fusta podrida. Sovint creix barrejat amb els camagrocs.
Creix a finals de la tardor, fins i tot després de glaçades, gairebé sempre en fructificacions extenses.

## Distribució
Espècie comú i cosmopolita.

## Identificació
El rossinyolic (Cantharellus lutescens) se'n diferència per presentar el revers més groc, mai grisenc i créixer en terrenys més calcaris. El rossinyolic ennegridor (Craterellus melanoxeros) té la superfície del barret més groga i la carn ennegreix al frec.

## Usos
Molt bon comestible. Té un gust més fort que el camagroc però menys afruitat. Quan és cru té un característic gust fumat i pebrat. Es pot conservar sec.

## Gastronomia
Sobretot en sopa o fregit. Es ven fresc o assecat.
1. ↑  Gràcia, Enric: La Clau dels Bolets: Identifica'ls de la mà d'Enric Gràcia, plana 132. Editorial Efadós, volum I, El Papiol, 2021, ISBN 978-84-18243-12-7
2. ↑  Cuello Subirana, Josep. Els noms dels bolets.  Bellaterra: Lynx, 2007, p. 493. ISBN 978-84-96553-39-2.
3. ↑  Vidal, Josep Maria; Ballesteros, Enric. Bolets dels Països Catalans i els seus noms populars.  Figueres: Brau Edicions, 2013. ISBN 9788496905986.
4. ↑  Hyde, K.D. 2024. The 2024 Outline of Fungi and fungus-like taxa. Mycosphere, 15(1): 5146-6239, Doi 10.5943/mycosphere/15/1/25, ISSN 2077 7019. Versió web.
5. ↑  Læssøe, Thomas; Petersen, Jens H. Fungi of Temperate Europe.  Princeton: Princeton University Press, 2019. ISBN 9780691180373.
6. ↑  Marchand, André. Champignons du nord et du midi. 2.  Barcelona: Société Mycologique des Pyrénées Méditerranéennes, p. 263. ISBN 8439947682.